# A-Plan
A-Plan ist eine Software für die Projekt- und Ressourcenplanung. Die derzeit aktuelle Version ist A-Plan X.

## Programmphilosophie
A-Plan sieht sich als Alternative für konventionelle Projektmanagementprogramme, die für kleinere und mittelgroße Projekte oft zu aufwändig und komplex sind. Das Programm verfügt zwar über alle wesentlichen Funktionen eines Projektmanagementprogrammes, verzichtet aber bewusst auf Features, deren sinnvoller Einsatz entsprechende Vorkenntnisse benötigt. Hierzu gehört zum Beispiel die automatische Optimierung des Projektablaufes und Ressourceneinsatzes, die nur bei vollständiger Eingabe aller relevanten Randbedingungen die erwarteten Ergebnisse liefert.

## Zeiterfassung
Ein optionales Modul ermöglicht die Berücksichtigung von Istzeiten, die wahlweise auch über eine universelle Schnittstelle von anderen Programmen übernommen werden können.

## Verbreitung
Die Software wird derzeit im deutschsprachigen Raum von über 150.000 Lizenznehmern in 20.000 Firmen eingesetzt (Stand 07/2021), seit 2005 gibt es auch eine englische Version.

## Datenorganisation
Alle laufenden Projekte werden in einer gemeinsamen Datenbank gespeichert. Je nach Anzahl gleichzeitiger User kann hierfür Microsoft Access oder Microsoft SQL Server (die kostenlose Express Edition reicht hierfür aus) eingesetzt werden. Ein Datenaustausch mit Microsoft Project und die Synchronisation mit Microsoft Outlook ist möglich.